# كايلاش ساتيارثي
كايلاش ساتيارثي ناشط حقوقى هندي في مجال حقوق الأطفال وحائز على جائزة نوبل للسلام. ولد كايلاش ساتيارثي في 11 يناير عام 1954م وقد كان ناشطا في الحركة الهندية ضد عمالة الأطفال منذ عام 1990م.
أنشأ كايلاش ساتيارثي منظمة Bachpan Bachao Andolan وترجمتها انقذوا حركة الطفولة الحقوقية والتي ركزت على محاربة عمالة الأطفال والقصر والمطالبة بحقهم في التعليم عام 1980م والتي ساعدت على تحرير أكثر من 80000 طفل من مختلف أشكال العبودية، وساعدت في نجاح إعادة اندماجهم في المجتمع وتأهيلهم للتعليم.

## أعماله

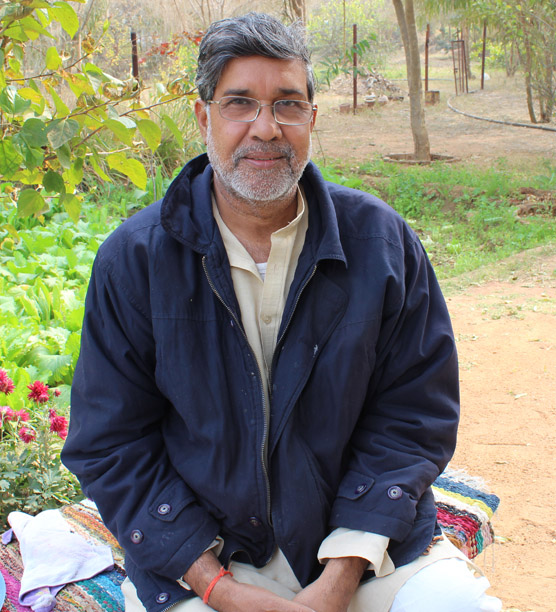
كايلاش ساتيارثي

شارك كايلاش في العديد من الحملات في جميع أنحاء العالم حول القضايا الاجتماعية المتعلقة بالأطفال، كما شارك في المسيرة العالمية ضد عمالة الأطفال، وأيضا المركز الدولي لعمالة الأطفال والتعليم (ICCLE) وهي تجمع وائتلافات عالمية من المنظمات غير الحكومية والمعلمين والنقابيين، ويشغل كايلاش منصب رئيس الحملة العالمية من أجل التعليم (GCE) وهي حركة مجتمع مدني تسعى لإنهاء أزمة التعليم في العالم.
كما أسس كايلاش منظمة GoodWeave الدولية لتكون أول تنظيم للعمل التطوعى ورصد وتوثيق أنظمة تصنيع النسيج بدون أستخدام عمالة الأطفال في جنوب أسيا والتي أمتدت فيما بعد لتقوم بحملات في الولايات المتحدة الأمريكية وأوروبا مع بدايات التسعينات بقصد رفع وعي المستهلك للمسائل المتعلقة بالمسؤولية الاجتماعية للشركات العالمية فيما يتعلق بالاستهلاك والتجارة، وقد خلقت مجهودات هذه المبادرات تأثير ونجاح وأثر مضاعف عبر سلاسل الإنتاج والتوريد العالمية.
وقد أكد ساتيارثي على اعتبار قضية عمالة الأطفال أحد قضايا حقوق الإنسان فضلا عن اعتبار مكافحتها أحد وسائل تحقيق الرخاء، وأن استمرارها بدون القضاء عليها بالإضافة إلى زيادتها فإنه يديم قضايا الفقر والبطالة والأمية والنمو السكاني والمشاكل الاجتماعية الأخرى، وقد تم دعم رؤيته بواسطة العديد من الدراسات.
وقد كان لديه أيضا دور في ربط الحركة ضد عمالة الأطفال مع الجهود المبذولة لتحقيق «التعليم للجميع»، وقد كان عضوا في هيئة اليونسكو التي أنشئت لدراسة هذا الغرض، وكان في مجلس إدارة مبادرة المسار السريع والمعروفة الآن بالحملة العالمية من أجل التعليم، ويرجع الفضل لمجهودات ساتيارثي والتي كانت مسؤولة إلى حد كبير عن سن وإقرار التشريعات والمعاهدات والاتفاقيات الوطنية والدولية وكذلك التعديل الدستوري على عمل الأطفال والتعليم.
يعيش ساتيارثي يعيش في نيو دلهي بالهند وتشمل أسرته زوجته وابنته وابن وزوجته جنبا إلى جنب مع زملائه وعدد كبير من الأطفال الذين أنقذتهم منظمته.

## روابط
- الموقع الرسمى لكايلاش ساتيارثي
- الحملة العالمية للتعليم

## روابط خارجية
- كايلاش ساتيارثي على موقع IMDb (الإنجليزية)
- كايلاش ساتيارثي على موقع الموسوعة البريطانية (الإنجليزية)
- كايلاش ساتيارثي على موقع مونزينجر (الألمانية)